# Pan & Regaliz
Pan & Regaliz fue uno de los grupos más destacados del rock progresivo catalán de inicios de la década de los años 70. Tras diversos cambios de nombre, en 1971, ya como Pan & Regaliz, publicaron su debut homónimo. En 1973 el grupo se separó.

## Historia
El embrión de Pan & Regaliz es Els Mussols, un grupo de folk fundado por un grupo de adolescentes en el barrio de Gracia de Barcelona en 1967. En 1969 cambian de orientación musical influenciados por el Rock psicodélico de grupos como Jethro Tull o Pink Floyd y pasan a denominarse Agua de Regaliz. En 1970 publican su primer sencillo en el sello Als 4 Vents. En 1971 fichan por  Ekipo/Dimensión, discográfica especializada en el rock progresivo y por problemas contractuales se ven obligados a cambiar el nombre del grupo a Pan & Regaliz. Con ese nombre publican su primer y único LP ese mismo año. El disco incluye 7 canciones en inglés y un tema instrumental y se ha convertido con el tiempo en un disco de culto para los seguidores del rock progresivo, con reediciones de sellos como Wah Wah Records y ViNiLiSSSiMO. 
En 1971 actúan con gran éxito en el Festival de Música Progresiva de Granollers y se convierten en uno de los grupos más destacados de la escena progresiva del momento. A finales de ese mismo año Artur Domingo deja el grupo para unirse a la banda hispano-alemana Evolution y Pedro van Eeckout se une al grupo Jarka. Con el grupo reducido a Guillem y Alfons, Guillem Paris decide disolver el grupo en 1973 y graba su debut en solitario, aunque el disco nunca se llegó a publicar.

## Discografía

### Álbumes
- Pan & Regaliz (1971, Ekipo/Dimension).

### Sencillos
- Agua de regaliz (1980, Als 4 Vents).
- Love / Thinking in Mary (1971, Ekipo/Dimension).
- Magic Colours (1971, Ekipo/Dimension).